# Wet aanvullende bepalingen verwerking persoonsgegevens in de zorg
De Wet aanvullende bepalingen verwerking persoonsgegevens in de zorg (Wabvpz) eerder bekend als de Wet gebruik burgerservicenummer in de zorg (Wbsn-z) is een Nederlandse wet die een uitbreiding is van de Wet algemene bepalingen burgerservicenummer (Wabb). Deze wet regelt verwerking van persoonsgegevens in de medische zorg, waaronder het gebruik van het Burgerservicenummer (BSN).
De Eerste Kamer heeft het wetsvoorstel burgerservicenummer in de zorg op 8 april 2008 zonder stemming aangenomen. Dit wetsvoorstel regelt dat binnen de zorgsector gebruik kan worden gemaakt van het burgerservicenummer (BSN). De wet is op 1 juni 2008 in werking getreden als de Wet gebruik burgerservicenummer in de zorg. In alle berichtgevingen tussen zorgaanbieders onderling (en naar de zorgverzekering) moet het BSN aanwezig zijn. Dit geldt voor alle elektronische, maar ook voor alle papieren berichtgevingen. Dit om persoonsverwisseling en daardoor medische fouten te voorkomen.
De zorgaanbieder stelt de identiteit en het BSN van een cliënt vast wanneer de cliënt zich voor de eerste maal tot de zorgaanbieder wendt ter verkrijging van zorg, maar niet zolang een spoedeisend karakter van de hulp daaraan in de weg staat.
De registratie van het BSN begint bij elke 'zorgaanbieder volgens de wet BIG' (huisarts/ziekenhuis/fysiotherapeut/etc.) met een legitimatie. Het Wettelijk Identificatie Document (WID: rijbewijs/paspoort/identiteitskaart) dient te worden getoond bij het eerste contact met de zorgverlener. De zorgaanbieder neemt aard en nummer van dat document in zijn administratie op.
Op basis van de gegevens uit het document kan bij de Basisregistratie Personen (BRP) het BSN worden opgevraagd en vastgelegd.
Het BSN is een aanvulling op een patiëntnummer. Een patiëntnummer kan door elke individuele zorgaanbieder worden uitgegeven en is daarom niet uniek en niet eenduidig. Het BSN wordt uitgegeven na inschrijving in de BRP en is gegarandeerd uniek.
Daarnaast is de Wabvpz een voorwaarde om tot een landelijk Elektronisch patiëntendossier te kunnen komen. De benodigde onderliggende infrastructuur (Aorta) wordt geïnitieerd door Nictiz. Via deze infrastructuur kunnen zorgaanbieders informatie, die is vastgelegd door andere zorgaanbieders, opvragen waardoor de kwaliteit van de zorg zal kunnen toenemen. De vastgelegde gegevens zijn privacygevoelig. De autorisatie en authenticatie van de zorgverleners zal worden beheerd via het zogenaamde UZI-register (Unieke Zorgverlener Identificatienummer).
Op 1 juli 2017 is de "Wet gebruik burgerservicenummer in de zorg" uitgebreid en hernoemd naar "Wet aanvullende bepalingen verwerking persoonsgegevens in de zorg".
Voor niet-ingezetenen zal een speciaal register worden opgezet: Het RNI (Register Niet-Ingezetenen). De daarin opgenomen personen beschikken over een BSN dat tevens in de zorgsector gebruikt wordt.